# S-Bahn Mittelelbe
La S-Bahn Mittelelbe è un servizio ferroviario vicinale gestito dalla Deutsche Bahn intorno alla città di Magdeburgo.

## Storia
La S-Bahn di Magdeburgo venne attivata con il cambio orario del 29 settembre 1974, in occasione del 25º anniversario di fondazione della Repubblica Democratica Tedesca.

## Percorso
- S 1 Wittenberge - Schönebeck-Salzelmen